# Hei matau
Un Hei Matau (da pronunciarsi [ˈhei̯ maˈtau̯]) è un osso o pietra verde che ritrae in maniera stilizzata un amo da pesca (in inglese fish hook) tipico della popolazione della Nuova Zelanda.

## Simbologia
Per la popolazione Māori l'Hei Matau è un simbolo, un oggetto considerato come Taonga, ovvero oggetto con una certa valenza e peso culturale. Esso rappresenta, difatti, non solo la loro terra, ma altresì abbondanza, forza, determinazione, prosperità e fertilità. In quanto rappresentante del rispetto nei confronti del mare e delle sue creature, il possesso dell'amuleto comporta nel suo complesso la protezione e la sicurezza mentre si viaggia sulle acque. 
Il fish hook era di vitale importanza per i Maori in quanto la pesca rappresentava la maggior fonte di Kai Moana (letteralmente "cibo dal mare").
La forma tipica ad amo da pesca deriva dalla tradizione Māori, dalle sue leggende, provenienti dal Nord della Nuova Zelanda, dove si narra che il grande marinaio Māui catturò un enorme pesce con il solo uso di un filo e di un amo d'osso. La leggenda asserisce inoltre che la forma dell'amuleto ricordi la Baia di Hawke (Hawke Bay) dove fu catturato il pesce. 
In origine l'amo era intagliato da un osso di balena (Whale bone fishing hook) che aveva un significato culturale e storico che prevedeva di evitare lo spreco delle parti ossee delle balene, che potevano così essere riutilizzate. Oggi le leggi che impediscono la caccia delle balene implicano un minore utilizzo di questo materiale, che viene talora sostituito da ossa provenienti da scarti di bestiame e i Maori che impiegano tuttora ossi di balena sono costretti ad utilizzare materiale proveniente da ossi conservati o amuleti preesistenti, oppure, nei casi autorizzati dalle autorità locali, utilizzare ossa provenienti da balene arenate recentemente. Anche in questi casi, questo genere di oggetti sono assai rari e costosi.
Oggi l'amo da pesca ha perso la sua originale utilità in quanto gli ami di osso non hanno più le finalità pratiche che ebbero un tempo e sono oggi utilizzati come oggetti ricordo, suppellettili o più comunemente come pendagli da attaccare al collo, oggetti di richiamo turistico.